# 乙毗咄陆可汗
乙毗咄陆可汗（？—653年），姓阿史那氏，即位之前为欲谷设，又作乙毗设，西突厥可汗，东突厥始毕可汗之子。
东突厥灭亡后，投奔西突厥。637年，他和统吐屯联兵攻打沙钵罗咥利失可汗。638年，欲谷设自立为乙毗咄陆可汗，被东厢五咄陆支持，与沙钵罗咥利失可汗阿史那同俄大战，未分胜负。于是，以伊列河（今伊犁河）为界，乙毗咄陆可汗治西部（南庭），咥利失可汗治东部（北庭）。639年，同俄之臣俟利发吐屯勾结欲谷设，欲谷设东侵，阿史那同俄逃往拔汗那（今中亚费尔干纳盆地），在那里死亡。弩失毕部立薄布特勤为乙毗沙钵罗叶护可汗。
由于同俄和薄布西逃，北庭（咄陆部）被欲谷设占据，欲谷设建牙镞曷山西，称北庭，其辖境西以伊列河为界。厥越失、拔悉密、结骨(黠戛斯)、触木昆等部被他管辖。乙毗咄陆可汗与乙毗沙钵罗叶护可汗互相攻战。乙毗咄陆也遣使朝唐。唐太宗劝谕他们停兵休战，彼此和睦相处。乙毗咄陆可汗兵力渐强，西域诸国纷纷归附。不久，乙毗沙钵罗叶护可汗被乙毗咄陆联合石国吐屯杀死，统一西突厥。
乙毗咄陆可汗自恃强大，以阿史那贺鲁为叶护，屯兵在多逻斯川（今额尔齐斯河），据守可汗浮图城，绝西域贡道，胁迫西域诸国反唐。于642年九月遣处月、处密诸部围攻发兵入侵唐朝伊州（今新疆哈密），焉耆被郭孝恪击败，西突厥属部处密降唐。乙毗咄陆可汗攻破康国、米国。部将泥熟啜擅取俘虏，被乙毗咄陆可汗处死，因此引起部众怨恨。泥熟啜的部属在胡禄屋领导下袭击乙毗咄陆可汗。乙毗咄陆可汗部众离散，他退守白水胡城（今哈萨克斯坦塞兰）。弩失毕及乙毗咄陆所部屋利啜等派代表至长安，请唐朝废黜乙毗咄陆，另立西突厥可汗。唐太宗遣使册立乙毗射匮可汗。乙毗射匮将原被乙毗咄陆可汗扣留的唐朝使者全部礼送回长安。乙毗咄陆派人招引他原来的部落。部落中的人都说：“使我千人战死，一人独存，亦不汝从！”乙毗咄陆可汗看到自己众叛亲离，大势已去，于是逃往吐火罗。653年，乙毗咄陆可汗死，其子颉苾达度设称真珠叶护。